# Christendom in China
Het   christendom is in China  een van de in het land aanwezige wereldgodsdiensten die van buiten China geïntroduceerd werden. Het arriveerde na het boeddhisme ten tijde van de Tang-dynastie, in dezelfde periode als de islam. Een verschil met de islam is, dat het christendom na de eerste introductie in China – in de zevende eeuw – hier meerdere malen gedurende perioden van eeuwen afwezig is geweest. De islam groeide in China door vestiging van Arabische handelaren en vooral migratie van islamitische groepen uit Centraal-Azië. Daarnaast werden vanaf de achttiende eeuw islamitische gebieden door verovering aan het keizerrijk toegevoegd. Personen in China werden veel minder christen door geboorte, maar vooral door bekering tot het christendom in een vaak vijandige omgeving. Een  doop als het eind van het bekeringsproces moest in de meeste gevallen door een niet-Chinees worden verricht.
Het christendom heeft in de Chinese culturele ontwikkeling maar een zeer beperkte rol gespeeld. Het christendom is er in de loop van de geschiedenis – op  enkele uitzonderingen na – ook niet in geslaagd om personen uit de elite van het land aan zich te binden. Pas na 1980 is een ontwikkeling van enige omvang te zien van toetreding tot christelijke kerken door mensen uit de middenklasse.
In termen van percentages van de totale bevolking is de omvang van het christendom in China bescheiden. In absolute aantallen is het na 1980 echter zeer aanzienlijk gegroeid. Ook de officiële cijfers van de Chinese overheid geven aan, dat het christendom inmiddels de islam gepasseerd is in aantal gelovigen. Het is vooral het protestantisme dat voor die groei heeft gezorgd.  De meeste studies van onafhankelijke instituten komen uit op aantallen tussen de 25.000.000 en 40.000.000 protestanten aan het begin van het tweede decennium van de eenentwintigste eeuw. Bij aanname van de laatste raming is China na de Verenigde Staten in absolute aantallen het land met het grootste aantal protestanten. Een aantal van die studies gaat ook uit van een jaarlijkse groei van het aantal gelovigen  van omstreeks 5 %.

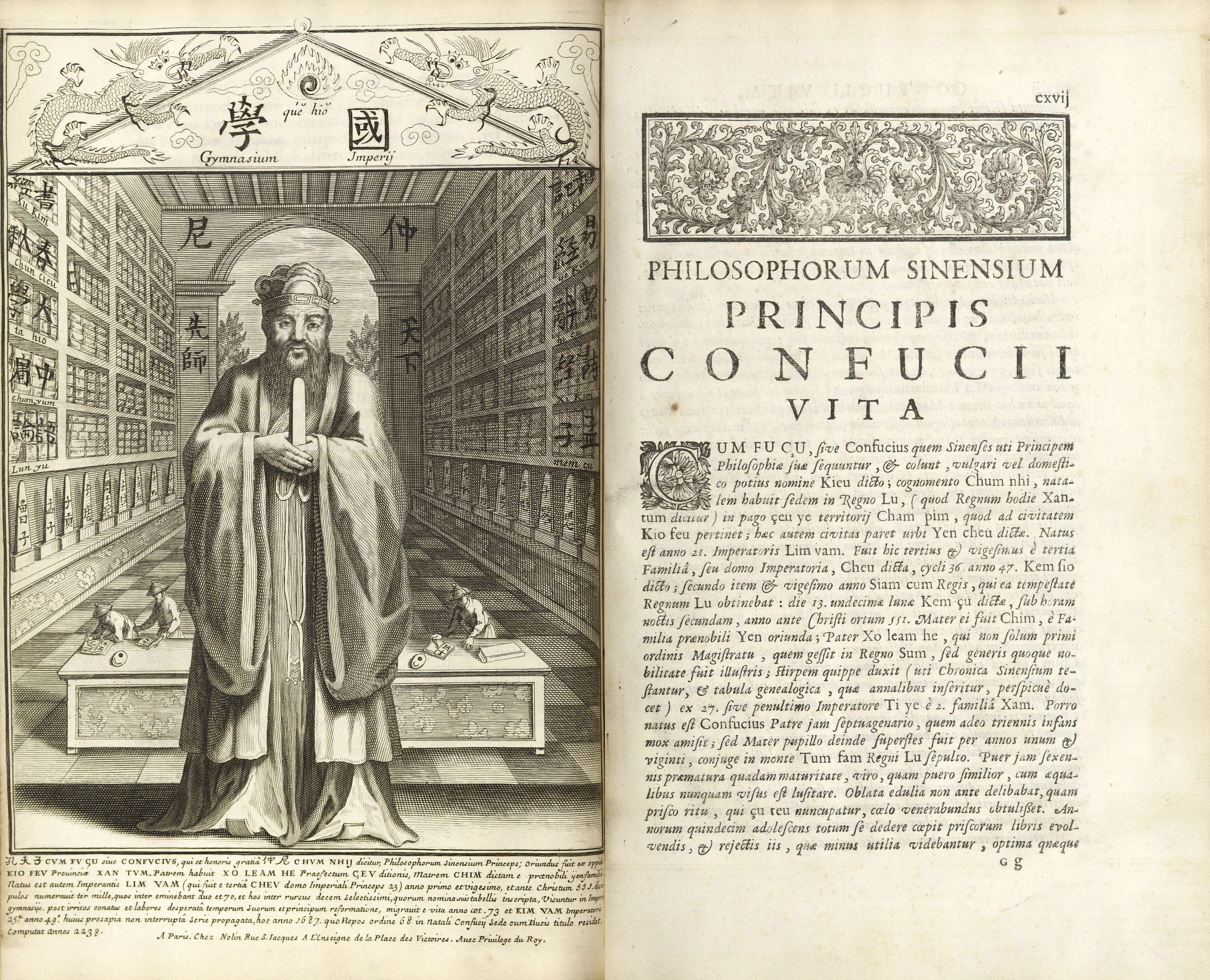
De Confucius Sinarum Philosopfus een vertaling uit 1687, gemaakt door een groep onder leiding van Philippe Couplet, van drie van de Vier Boeken, de Grote Leer, de Doctrine van het Midden en een deel van de Gesprekken van Confucius

Ook binnen het Chinese protestantisme zijn meerdere stromingen aanwezig.  Meer in het algemeen kenmerkt het zich echter door sterk evangelicale opvattingen en is het in aanzienlijke mate beïnvloed door het  pentecostalisme.
Vanaf de dertiende eeuw was kennis in Europa over China vrijwel geheel gebaseerd op beschrijvingen van missionarissen. Tot aan de ontbinding van hun orde in 1773 waren alle vertalingen in Europese talen van de Chinese klassieken door jezuïeten gemaakt. Met name in de achttiende eeuw leidden die geschriften tot veel debat tussen Europese denkers en schrijvers.  De meeste hedendaagse historici zien overigens geen blijvende Chinese invloed op de ontwikkeling van de Europese cultuur en constateren dat de meeste Europese denkers en schrijvers de informatie uit China zorgvuldig selecteerden om daarmee vooral hun eigen reeds gevormde ideeën te ondersteunen.
Vanaf begin negentiende eeuw publiceerden ook protestantse zendelingen over de Chinese samenleving en cultuur. Hiermee werd de basis gelegd voor de sinologie als wetenschap. Hoewel de jezuïeten al veel delen van de Bijbel in het Chinees hadden vertaald, waren het zendelingen die de eerste vertalingen van de volledige Bijbel uitgaven. Zending en missie brachten in de negentiende eeuw de moderne medische wetenschap naar China en stichtten onder meer ziekenhuizen en onderwijsinstituten.

## Indeling in periodes
De geschiedenis van het christendom in China kan verdeeld worden in een aantal perioden. De eerste duurde twee eeuwen en viel samen met de Tang-dynastie (618-907). Er zijn nauwelijks bronnen die informatie geven of en zo ja in welke mate er in deze periode ook Chinezen tot het christendom bekeerd zouden zijn. De weinige beschikbare informatie geeft echter aan, dat christendom gedurende deze periode in omvang van gelovigen marginaal geweest moet zijn.
De tweede periode was tijdens de Yuan-dynastie  (1279-1368). De beschikbare bronnen geven aan, dat er ook in deze periode onder Han-Chinezen nauwelijks sprake geweest kan zijn van bekeringen tot het christelijk geloof.
Vanaf de derde periode die omstreeks 1600 begon aan het eind van de Ming-dynastie werden de eerste bekeringen in enige omvang onder Chinezen zelf gemaakt. Deze periode – de missie van de jezuïeten – eindigde formeel in 1724 als de uitoefening van het christendom verboden wordt. Het christendom werd echter levend gehouden door een Chinese geestelijkheid en enkele tientallen missionarissen bleven erin slagen het land illegaal binnen te komen.
De vierde periode van zowel missie en zending begon op beperkte schaal begin negentiende eeuw en werd gevolgd door een periode na 1860 toen in geheel China missie en zending mogelijk werd.  Het aantal missionarissen en zendelingen nam hierna ook explosief toe. Deze periode eindigde met het abrupte eind van missie en zending in de jaren 1950-1953.

## De nestoriaanse missie tijdens de Tang-dynastie

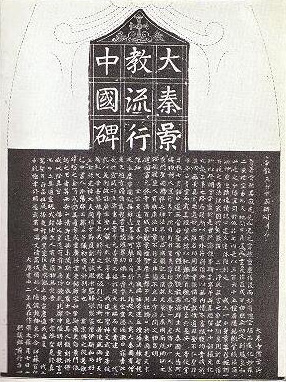
Deel van de Nestoriaanse stele

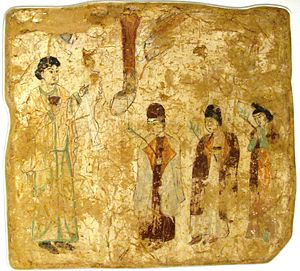
Nestoriaanse priesters in de achtste eeuw op een fresco in een van de grotten van Bezeklik

De missie van de nestoriaanse Kerk van het Oosten tijdens de Tang-dynastie was de eerste introductie van het christendom in China, die in historische zin volstrekt onomstreden is. In 635 arriveerde Alopen in de toenmalige hoofdstad Chang'an.  Zijn aankomst is vastgelegd in een edict uit 638  van de keizer Taizong ( r. 626-649). Het manuscript van dat edict is verloren gegaan, maar de tekst werd onder meer gereproduceerd in de inscriptie op de Nestoriaanse stele. Alopen zou  gezonden zijn door de  katholikos van Ctesiphon, in die tijd Isoyabh II.  Hij kreeg toestemming om een klooster in Chang'an  te bouwen. De tekst  op de stele meldt,  dat daar eenentwintig missionarissen aanwezig waren. Het tekstdeel in het Syrisch op de stele geeft informatie over andere missionarissen die na Alopen arriveerden. Dit tekstdeel besluit met een lijst van zeventig missionarissen in China tot aan 780.
Uit andere bronnen is duidelijk, dat er christelijke gemeenschappen waren in Chang'an, Kanton, Luoyang, Dunhuang en Zhouzhi. Over het algemeen waren dat ook steden met buitenlandse handel en  een aanwezigheid van relatief grote groepen vreemdelingen. 
De  tekst op de stele maakt duidelijk dat het in China aanwezig kunnen zijn van een religie als het nestoriaanse christendom afhankelijk was van de wil en opvattingen van de keizers. Het is in de tekst van de inscriptie steeds een keizer die de vertalingen van literatuur uit de Bijbel in het Chinees beval dan wel daar toestemming voor gaf. Dit geldt ook voor andere zaken zoals het kunnen bouwen van kloosters en kerken. Het is de keizer die de tolerantie uitspreekt ten aanzien van de aanwezigheid van een voor China zo onbekende religie. De keizer Gaozong (r. 649-683)  zou volgens de tekst van de stele het stichten van christelijke kloosters in alle prefecturen van het rijk hebben  goedgekeurd. Er waren in die periode ongeveer 360 prefecturen in China. Historici gaan ervan uit dat er hoogstens enkele tientallen kloosters daadwerkelijk zijn gesticht.
De tweede belangrijkste bron over het nestorianisme in China in deze periode zijn de Jezussoetra's, een benaming die sinds eind twintigste eeuw door een aantal westerse auteurs gegeven is aan negen nestoriaanse Chinese teksten  uit deze periode, die onderdeel waren van de grote vondst van manuscripten in 1900, de manuscripten van Dunhuang. Dit zijn teksten die alle over theologische begrippen handelen en de kern van het christelijk geloof beschrijven. 
Een opvallend aspect is dat er in er in de tekst van de inscriptie op de stele alsmede in deze manuscripten nergens voor het nestorianisme kenmerkende teksten te vinden zijn. Nergens wordt in de teksten de nestoriaanse opvatting over de scheiding tussen Jezus' goddelijke en menselijke natuur vermeld. Er is slechts een in de omgeving van Turpan gevonden fragment waar Maria  als de Moeder van Christus wordt beschreven in tegenstelling tot het concept van de Moeder van God. De nestoriaanse missionarissen in China zagen bij hun missiearbeid kennelijk geen enkele noodzaak in het vermelden van de doctrinaire verschillen met de rest van het christendom.
De Tang-dynastie was aan het eind van de achtste eeuw al ernstig verzwakt en had vanaf de negende eeuw permanent grote economische  problemen. In 845 nam de keizer Wuzong ( r. 840-846) het besluit om alle buitenlandse godsdiensten in China te verbieden. Het besluit was in de eerste plaats gericht tegen het georganiseerd boeddhisme en was ingegeven door financiële motieven. De boeddhistische kloosters hadden enorme rijkdommen verzameld en waren vaak vrijgesteld van betaling van belasting. Het besluit had echter ook consequenties voor het christendom, het manicheïsme en het zoroastrisme. Alle geestelijken van de verboden religies dienden naar een lekenbestaan terug te keren en werden daarna behandeld als alle andere immigranten. Het boeddhisme, hoewel verzwakt, wist zich in de periode hierna weer te herstellen, maar het christendom verdween geheel uit China.

## Christendom tijdens de Yuan-dynastie

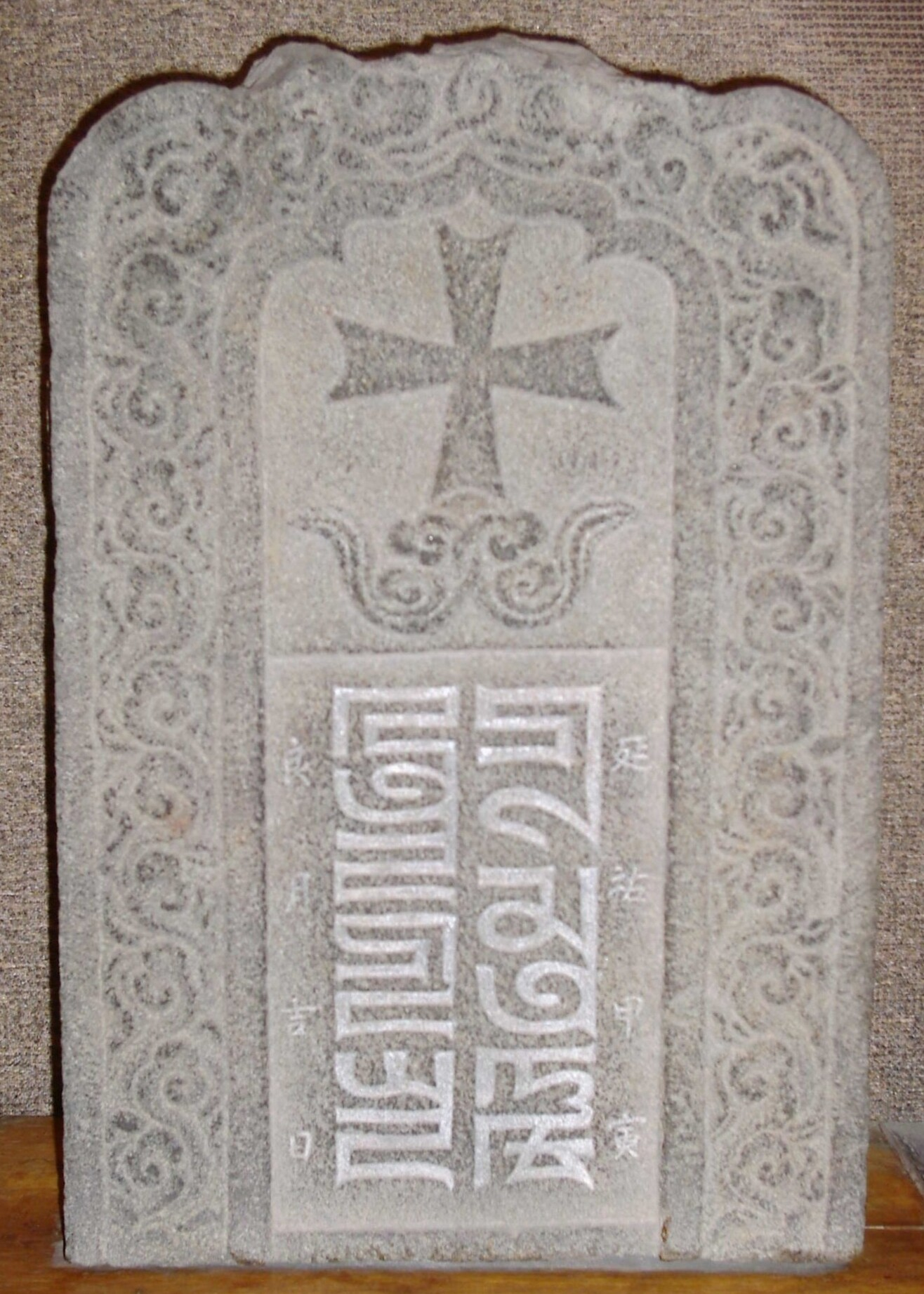
Nestoriaanse grafsteen uit 1314 met inscriptie in Phagspa-schrift in Quanzhou

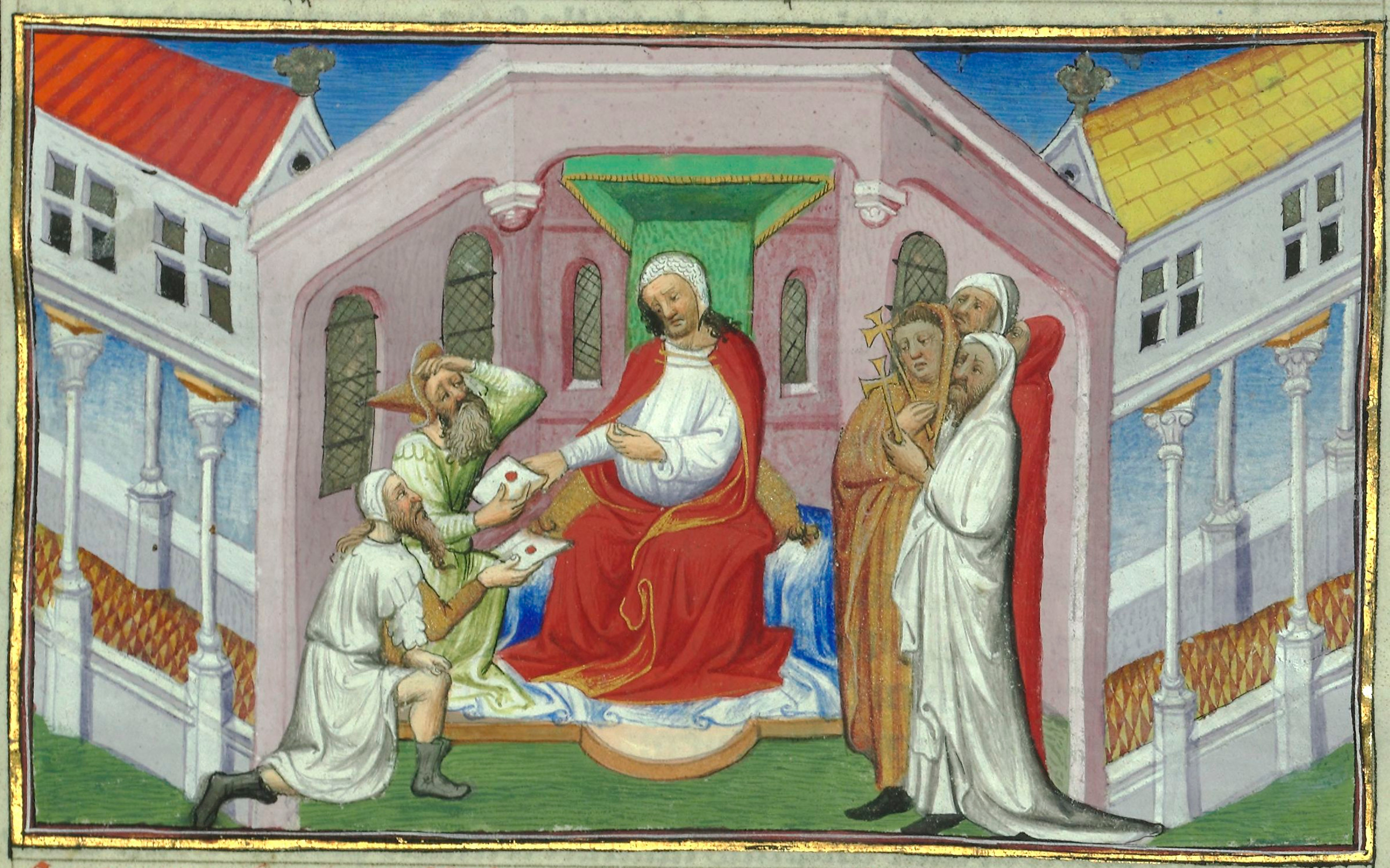
Illustratie in een uitgave van Il Milione uit de vijftiende eeuw. Ong Khan wordt afgebeeld als een kardinaal met twee assistenten met christelijke kruizen in verband met zijn associatie als Pape Jan

De tweede introductie van het christendom begon met het binnentrekken van China door een aantal nestoriaanse Turks-Mongoolse  stammen uit Centraal-Azië. Die waren beïnvloed door de cultuur van de deels ook nestoriaanse Oeigoeren. Een aantal personen uit die stammen trad in dienst bij de heersers van de Jin-dynastie (1115-1234). In de eerste helft van de dertiende eeuw werd door de Mongolen  het noorden van China veroverd. Een deel van het bestuur werd overgedragen aan ervaren nestoriaanse bestuurders. Tegelijkertijd werden er vanuit de Kerk van het Oosten in Bagdad nieuwe missieactiviteiten ontwikkeld. Er werden nieuwe metropolieten naar het oosten van Azië gezonden om nieuwe kerkprovincies te creëren. Nestorianen in China waren vooral aanwezig in de Turkse en Mongoolse stammen der Keiraïten, die zich al kort na 1000 tot het nestorianisme hadden bekeerd, de Naimanen, Oeigoeren en de Onggud. Mar Mark, een monnik uit de stam van de Onggud, was van 1281 tot 1317 patriarch van de Kerk van het Oosten onder de naam Mar Yahballaha III.

### Rooms-katholieken
Vanuit West-Europa werden vanaf begin dertiende eeuw door koningen en pausen afgezanten gezonden naar het Mongoolse hof in Karakorum. De gedachte was de mogelijkheid te onderzoeken van het creëren van een Europees-Mongoolse alliantie gericht op het heroveren van het Heilig Land. De aankomst van de nestoriaanse Rabban Bar Sauma creëerde ook verwachtingen ten aanzien van de mogelijke hereniging tussen de Kerk van Rome en kerken in het oosten. Deze aspecten leidden tot een missie van de franciscanen tijdens de Yuan-dynastie. (1279-1368). Giovanni da Montecorvino (1247-1330) werd in 1313 door een aantal door Paus Clemens V gezonden suffragaanbisschoppen geconsecreerd tot aartsbisschop van Khanbaliq, het huidige Peking en patriarch van de Rooms-Katholieke Kerk in het hele Oosten.
Er waren globaal drie groepen rooms-katholieken in het rijk van de Yuan aanwezig. De eerste groep bestond uit – vooral Italiaanse – kooplieden die gevestigd waren in een aantal handelsplaatsen.  Er waren permanente vestigingen van die kooplieden in Quanzhou, Yangzhou, Hangzhou  en Khanbaliq, het huidige Peking. Een al iets oudere groep is bekend uit het verslag van  Willem van Rubroeck. Hij beschreef, dat hij tijdens zijn verblijf in Karakorum een kleine rooms-katholieke gemeenschap had opgemerkt die vrijwel geheel uit gevangenen bestond. Het grootste deel waren Fransen, gevangengenomen in Hongarije door de Mongoolse legers in 1242 die nu feitelijk slaven waren. De derde groep waren missionarissen en pauselijke legaten met hun gezelschap. In 1341 waren er eenendertig rooms-katholieke missionarissen in Peking aanwezig. Dat is waarschijnlijk het hoogste aantal dat in de periode van de Yuan op een bepaald moment aanwezig is geweest.  Na ongeveer 1350 werden er geen missionarissen meer naar China gezonden.

### Andere christenen
Er waren in Peking tevens  Armeniërs die deel uitmaakten van de Armeens-Apostolische Kerk en Byzantijnse Alanen aanwezig. Van de eerste is het aantal onbekend. Deze  Armeniërs vormden in wezen ook een slavengemeenschap, die naar het oosten was gedeporteerd na de Mongoolse verovering van hun thuisland. Daarnaast waren er echter ook Armeense kooplieden. Het aantal Alanen in Peking moet in deze periode ongeveer dertigduizend bedragen hebben. Armeniërs en Alanen  hadden geen eigen kerken en geestelijken in Peking en werden niet toegelaten tot de nestoriaanse kerken. In 1318 werd een eerste Armeense kerk in Peking gebouwd.

### Positie van christenen
De Yuan deelden de bevolking van het rijk in volgens een aantal categorieën. Christenen behoorden qua importantie tot de tweede categorie, na de Mongolen zelf, maar boven  Han-Chinezen. Die tweede categorie werd de Semuren  genoemd en heeft een betekenis als Gemengde categorieën. Dit waren verder bijvoorbeeld Oeigoeren, Tangut, Perzen, Turken, Naimanen.
De belangrijkste religies in het rijk waren het boeddhisme, taoïsme, islam en christendom. Zolang de leidinggevenden uit deze godsdiensten in hun gebeden en opstelling hun loyaliteit aan de Yuan toonden, konden ze rekenen op privileges, zoals vrijstelling van belasting voor religieus eigendom. De lijst van deze vier godsdiensten bleef gedurende de gehele periode van het rijk maatgevend, hoewel vanaf rond 1300 ook joodse religieuze instellingen belastingvrijstelling konden krijgen.

### Relaties tussen de nestoriaanse en rooms-katholieke geestelijkheid
Uit de bronnen wordt duidelijk, dat de omvang van het aantal gelovigen en de invloed van de nestoriaanse Kerk van het Oosten aanzienlijk groter was dan die van de Rooms-Katholieke Kerk. 
Die spanning had onder meer te maken met het feit, dat rooms-katholieke missionarissen nestorianen trachtten te bekeren.
Beide groepen slaagden er niet in om bekeringen te maken onder Chinezen, de overgrote meerderheid van de bevolking van het rijk. 
De nestoriaanse kerk wist wel een deel van de elite aan het hof van de Yuan-dynastie aan zich te binden. Sorghaghtani Beki, de belangrijkste vrouw van Tolui Khan en de moeder van Möngke, Koeblai Khan, Ariq Boke en Hulagu was voor de gehele periode van de dynastie de meest invloedrijke persoon met het nestoriaans geloof.
Voor zover er  door rooms-katholieke missionarissen  bekeringen zijn gemaakt waren die – naast een gering aantal nestorianen –  voor het grootste deel afkomstig uit de in Peking aanwezige Armeniërs en Alanen.  Ook van bekeringen  onder islamieten en joden is niets bekend.

### De tweede verdwijning van het christendom uit China
In 1368 viel de Yuan-dynastie en werd opgevolgd door de Ming-dynastie (1368-1644). Met de val van de dynastie kwam ook een eind aan het bestaan van een georganiseerde christelijke aanwezigheid. De buitenlandse kooplieden dienden het land te verlaten. De bescherming en veiligheid die de Mongoolse dynastie kon waarborgen voor christelijke functionarissen was met de val daarvan verdwenen.
De nestoriaanse geestelijkheid verliet China na de val van de dynastie en de Chinese kerkprovincie werd ondergebracht bij de Indiase kerkprovincie. Het nestorianisme zou echter nooit meer in China terugkeren.
Met de val van de dynastie en meer in het algemeen de afname van de Mongoolse machtsfactor was er ook geen reëel perspectief meer op een Europees-Mongoolse alliantie gericht op herovering van het Heilige Land. Ook het idee van een hereniging van de Rooms-Katholieke Kerk en de kerken in het oosten had geen aandacht meer na het Westers Schisma van 1378.

## De derde introductie van het christendom
In 1585 gaf  Paus Gregorius XIII mer de bul Ex pastorali officio  de jezuïeten het exclusieve recht voor missieactiviteiten in China en Japan onder auspiciën van de Portugese kroon.  De derde introductie van het christendom in China begon in 1583 toen Matteo Ricci toestemming verkreeg zich op het vasteland van China te vestigen. Vanaf 1601 verbleef Ricci in Peking. Tot 1630 waren de jezuïeten ook  de enige missieorganisatie in China. Vanaf 1630 ontvingen ook franciscanen, dominicanen, kapucijnen, augustijnen en karmelieten toestemming tot missieactiviteiten in China ongeacht de nationaliteit van de missionaris, maar nog wel onder uitdrukkelijk onder auspiciën van de Portugese kroon. Het historisch beeld in Europa over de missie in China gedurende de zeventiende en achttiende eeuw wordt echter sterk bepaald door die van de jezuïeten als gevolg van hun unieke missiestrategie, hun contacten met de geletterde elite van het land en hun grote hoeveelheid publicaties die gedurende die periode schrijvers en denkers in Europa hebben beïnvloed.

### Missiestrategie

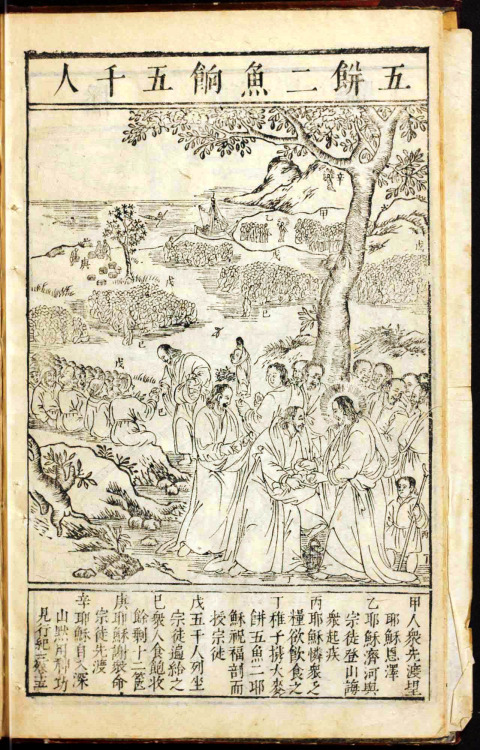
Voorpagina van Tianzhu jiangsheng chuxiang jingjie (Het geïllustreerde leven van Jezus Christus) uit 1635. Een van de vele Chinese vertalingen die door de jezuieten werden gemaakt

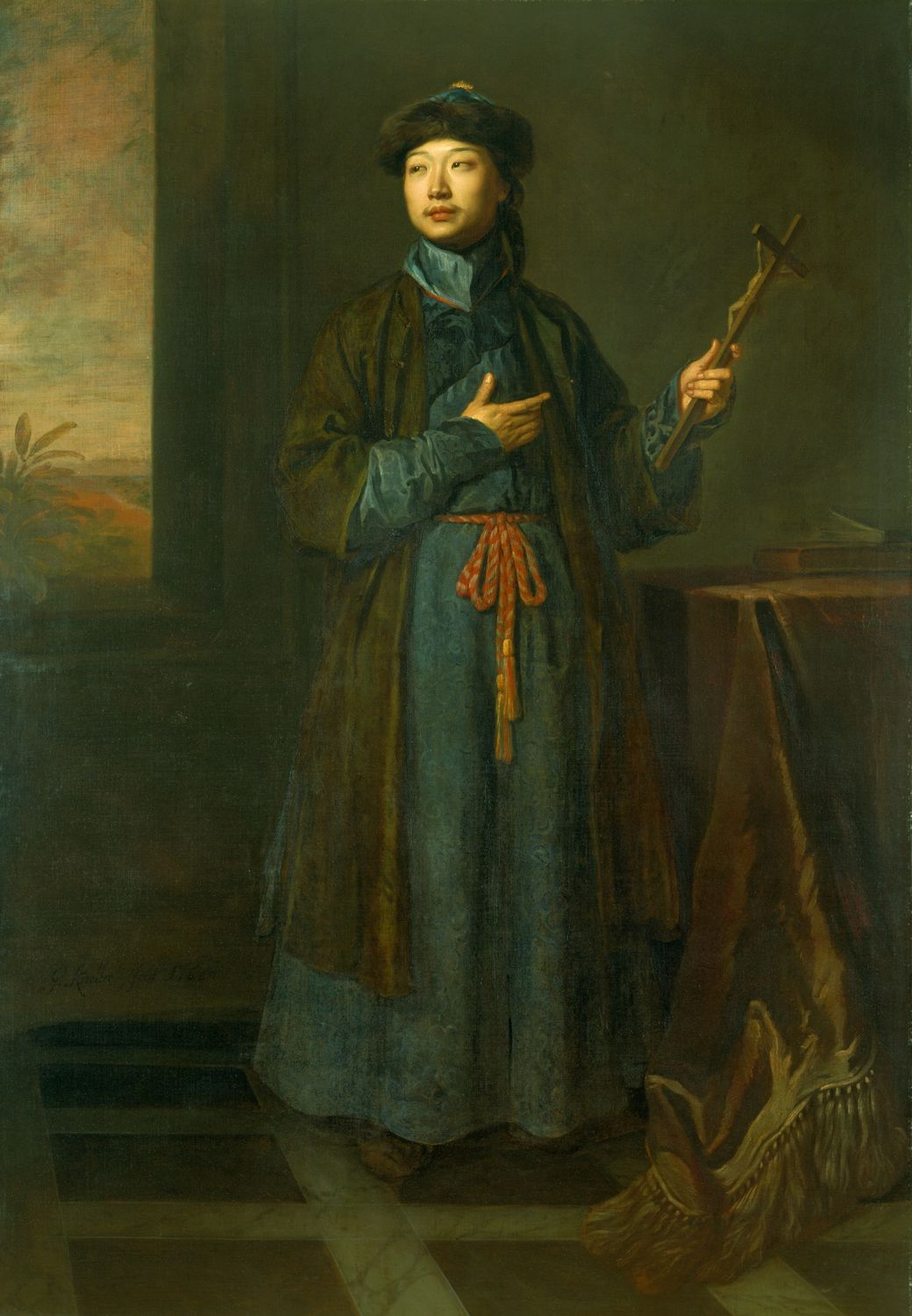
Michael Alphonsius Shen Fu-Tsung was de eerste Chinese katholiek in Europa. The Chinese Convert door Sir Godfrey Kneller, 1687

De door Matteo Ricci uitgewerkte strategie had vier pijlers,
- Een beleid gericht op aanpassing aan de Chinese cultuur. De jezuïeten leerden de Chinese taal en adopteerden de leefstijl van de personen die deel hadden genomen aan het Chinees examenstelsel en de daarbij behorende etiquette.
- Er was sprake van een strategie voor bekering die aan de top van de samenleving begon. De jezuïeten richtten zich op de geletterde elite. De gedachte daarachter was dat als deze bekeerd was, de gehele bevolking dit voorbeeld zou volgen.
- Er was sprake van een meer indirecte poging tot verbreiding van het geloof door het gebruik van Europese technologie en wetenschap om de aandacht te krijgen van intellectuele Chinezen.
- Het accommoderen van bepaalde Chinese opvattingen en waarden. Het belangrijkste deel was de opvatting, dat de verering van Confucius en voorouderverering een Chinese cultureel en maatschappelijk gebruik was, een rite, die niet strijdig was met de essentie van het christelijke geloof. Met name dit onderdeel werd onderwerp van de ritenstrijd.

### Hoogtepunt en eind van de missie
Het hoogtepunt van de missie was kort na 1700.  Er waren toen ongeveer 140 missionarissen, waarvan de helft jezuïeten. In die periode bereikte ook de ritenstrijd zijn hoogtepunt. In 1704 vaardigde  Paus Clemens XI  het decreet  Cum Deus optimus uit.  De essentie was een veroordeling van het beleid van de jezuïeten en een verbod op de praktijk van het accommoderen. De verhouding tussen pauselijke legaten en de keizer Kangxi escaleerde. In december 1706 gaf Kangxi het bevel dat voor  missionarissen voortaan een certificaat, een  piao, vereist was om in China te kunnen blijven. Deze  piao  zou alleen verstrekt worden aan missionarissen die bereid waren te verklaren dat zij  zouden werken volgens de regels van Matteo Ricci  .  Ongeveer 70 missionarissen, voor het grootste deel franciscanen en dominicanen, verlieten het land.
In 1724 vaardigde de opvolger van Kangxi, Yongzheng, een verbod uit op de uitoefening van het christendom. Alle missionarissen, behalve degenen die aan het hof werkten, werden verbannen naar Kanton en Macau. Kerken werden gesloten en kregen een functie als tempels, opslagplaatsen en scholen. Afgezien van enkele lokale acties op provinciaal niveau volgden er echter geen grote vervolgingen van Chinese christenen of zoektochten naar missionarissen die zich illegaal in de provincies trachtten te handhaven. Een beperkt aantal  missionarissen slaagden er ook steeds in het land weer in te komen. Tot 1811 was er nog sprake van een formele rooms-katholieke aanwezigheid in Peking.  Hier nog aanwezige  jezuïeten waren  in toenemende mate lekenbroeders met een functie als expert aan het hof zoals de schilder  Giuseppe Castiglione.
Kort na 1700 waren er ongeveer 230.000 Chinese katholieken. De strategie van de jezuïeten zich te richten op de elite had tot gevolg dat zij daarmee wel veel contacten hadden, maar zij wisten er maar heel weinig te bekeren. Een grote meerderheid van de meeste Chinese bekeerden waren ook bij de jezuïeten ongeletterde en zeker niet rijke mensen. De meerderheid van de Chinese christenen werd in de verslagen beschreven als   pauperes ( mensen met weinig of geen bezit).

## Zending en missie in de negentiende en twintigste eeuw

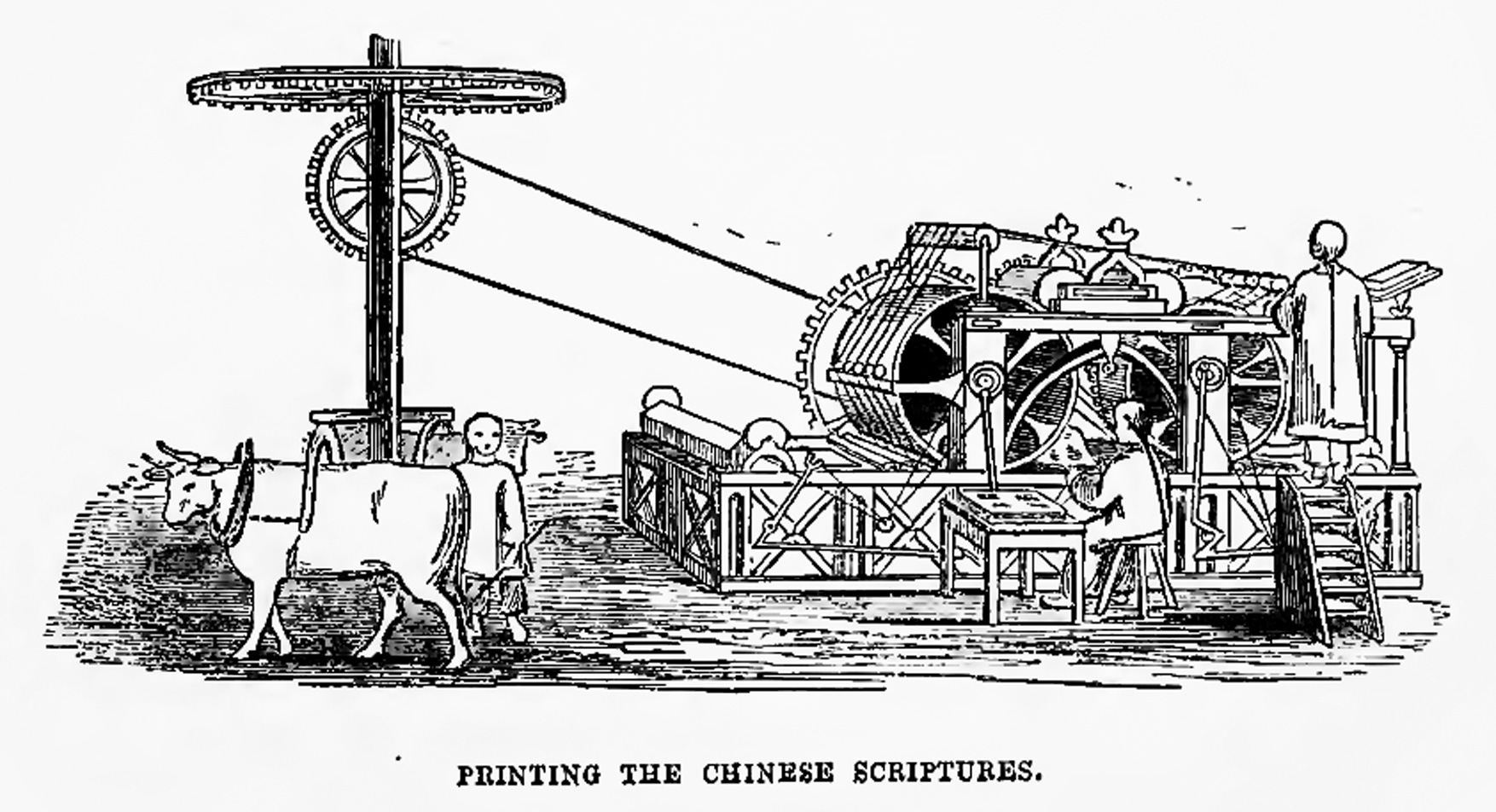
Drukken van een Chinese bijbel

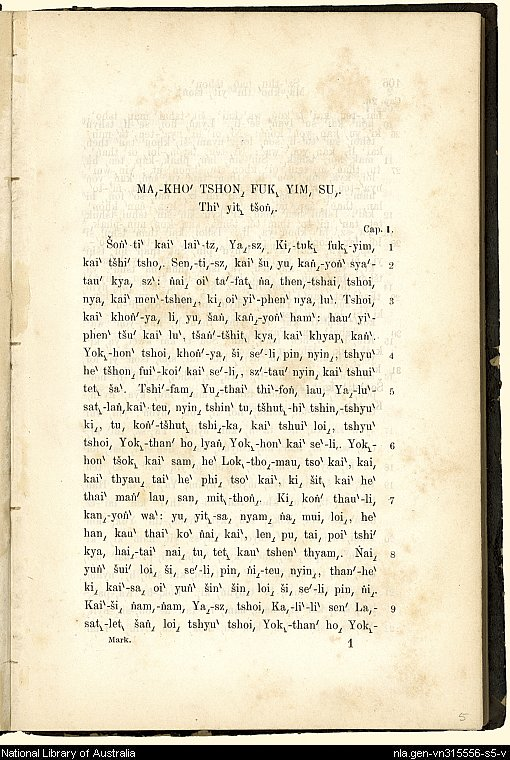
Het evangelie van Marcus in romanisatie in het Hakka, omstreeks 1874

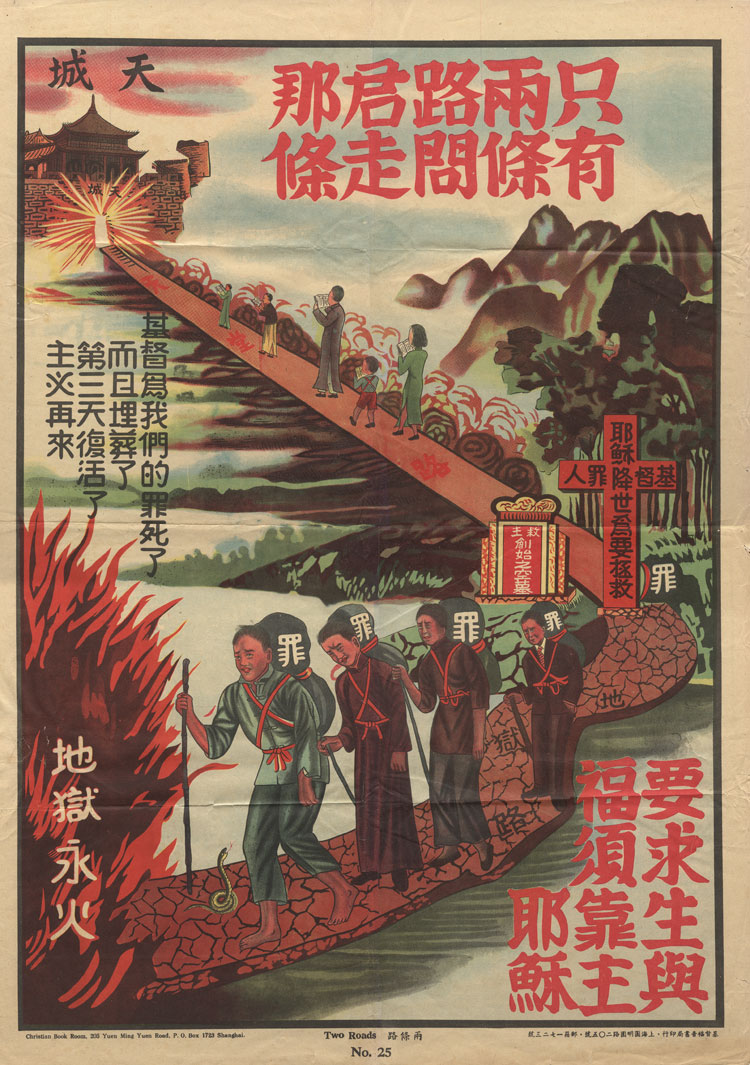
Poster van de China Inland Mission rondom 1930, die de verschillende wegen naar de hemel en hel illustreert. Mattheüs 7:13-14

Sinds het begin van de  achttiende eeuw waren er Chinese priesters opgeleid in Franse seminaries, eerst Ayutthaya in Siam en daarna in Puducherry in het toenmalige Franse deel van India en Penang in Maleisië. Het feit dat er in China begin negentiende eeuw nog ongeveer 200.000 Chinese katholieken waren, was vrijwel geheel de verdienste van die Chinese geestelijkheid en hun opvolgers. De  eerste jaren van de regeerperiode van de keizer Jiaqing (r. 1796-1820) was er sprake van een tolerantie ten opzichte van het katholicisme. In 1811 werd echter een edict uitgevaardigd, dat handelde over wat genoemd werd de “ ongewenste infiltratie van buitenlandse elementen”. Daarmee werden ook de missionarissen bedoeld. Met name in het zuiden van China, waar opstandige bewegingen als de  Witte Lotus aanwezig waren werden christenen geassocieerd met ongewenste en heterodox geachte elementen en vonden vervolgingen plaats. Meer formeel illegaal aanwezige missionarissen werden geëxecuteerd.
De zending op het vasteland van China begon in 1807 met de aankomst in  Kanton van de door het Londens Zendingsgenootschap uitgezonden Britse zendeling Robert Morrison. In 1830 arriveerde met Elijah Coleman Bridgman, de eerste van de Amerikaanse zendelingen. De belangrijkste strategie in die periode was het trachten te verspreiden van in het Chinees gestelde christelijke traktaten. Na de Eerste Opiumoorlog en het verdrag van Nanking in 1842 werd Hongkong Brits bezit en de havensteden Kanton, Xiamen, Ningbo, Shanghai en Fuzhou opengesteld voor handel met het buitenland. De Chinese keizer Daoguang ( r. 1820-1850) vaardigde als gevolg van het verdrag van Whampoa van eveneens 1842 een edict van tolerantie uit dat het verbod op het christendom herriep en vaststelde dat ook Chinese christenen niet langer vanwege hun geloofsovertuiging vervolgd zouden moeten worden. Het decreet werd echter door de Chinese overheid niet gepubliceerd of bekendgemaakt en had in de praktijk weinig invloed op de situatie in het grootste deel van China. In de opengestelde havensteden konden nu echter wel missionarissen en zendelingen werkzaam zijn, werd eerder geconfisqueerd eigendom  van de Rooms-Katholieke Kerk teruggegeven en konden nieuwe kerken worden gebouwd. Vanaf 1860 en de Tweede Opiumoorlog  werd het mogelijk om in geheel China zending en missie te bedrijven. De overeenkomsten die werden gesloten als gevolg van deze oorlogen werden door China beschouwd als ongelijke verdragen. Het gevolg was dat veel Chinezen de missie en vooral de zending associeerden met imperialisme en ongewenste bezetting van delen van hun land.
De nieuwe situatie had een sterk verhoogde  instroom van zendelingen en missionarissen tot gevolg. In 1850 vormden Chinese priesters nog de meerderheid. Er waren in dat jaar omstreeks 80 buitenlandse en 140  Chinese priesters. Er werden enige nieuwe opleidingsinstituten voor de vorming van meer Chinese priesters gesticht. Het tempo van de instroom van nieuwe buitenlandse missionarissen was echter veel hoger dan het tempo waarmee de instituten nieuwe  Chinese priesters konden leveren. In 1900 waren er ongeveer 450 Chinese priesters tegen haast 900 uit het buitenland. In 1910 ruim 600 Chinese priesters en 1400 uit het buitenland.
In 1860 waren er ongeveer 80 zendelingen in China; in 1880 was dit gegroeid tot 620 en aan het begin van de twintigste eeuw waren er 3000 zendelingen. Het aantal zendingsgenootschappen steeg van 16 in 1860 tot 61 in 1900. Een sterk bepalende factor voor de uitbreiding van het aantal zendelingen was de komst in 1865 van de China Inland Mission (CIM), opgericht door Hudson Taylor. Veel van de toen in China  werkzame organisaties richtten zich voor hun zendingswerk op de relatief toegankelijke kustgebieden van China. De CIM wenste nadrukkelijk in heel China te evangeliseren en legde sterk de nadruk op aanwezigheid in het binnenland.
Vanaf eind negentiende eeuw ontstonden er binnen de rooms-katholieke gemeenschap  spanningen tussen de Chinese en buitenlandse geestelijkheid. In de periode voor 1840, waarin de kerk vooral steunde op de Chinese geestelijkheid, hadden zich eigen patronen van een Chinees kerkleven ontwikkeld. De katholieke gemeenschap in China was op weg naar een eigen authentiek Chinese kerk. Die ontwikkeling werd verstoord en uiteindelijk geblokkeerd door de hoge instroom van buitenlandse missionarissen en het door hen opleggen van Europese vormen van kerkautoriteit en discipline. Het Vaticaan nam vanaf ongeveer 1920 een aantal besluiten met het doel om meer Chinese geestelijken in een leidinggevende positie te kunnen plaatsen.  Een groot deel van de buitenlandse geestelijkheid had echter  de opvatting, dat het Vaticaan de missie had toevertrouwd aan de religieuze ordes en dat die dus gemachtigd waren mensen uit die ordes in de leidinggevende posities te plaatsen. Tot aan 1940 was deze laatste opvatting dominant in China aanwezig.
In 1948 waren er voor het eerst meer Chinese priesters (3000) dan buitenlandse (2700). Het aantal Chinese katholieken was gegroeid tot ongeveer 3.000.000.
Binnen de protestantse beweging in China was in de eerste helft van de twintigste eeuw sprake van een toenemende diversiteit door de komst van orthodox-evangelische stromingen uit de heiligingsbeweging, zoals een deel van de pinksterbeweging. De essentie is, dat het in China aanwezige protestantisme omstreeks 1950  aanzienlijk meer verdeeld was dan aan het begin van de eeuw. Een belangrijke factor die van invloed was  op de toenemende verdeeldheid was de groei van onafhankelijke Chinese bewegingen en kerken die nauwelijks of geheel niet verbonden waren aan de zendingsgenootschappen en een eigen agenda en leiderschap hadden. Een aantal van die kerken wees in de geest van aanwezig anti-imperialisme en meer Chinees nationaal zelfbewustzijn iedere samenwerking met de kerken van de zendingsgenootschappen af.  In 1949 bij de communistische  machtsovername waren er ongeveer 900.000 Chinese protestanten, waarvan omstreeks 25 % deel uitmaakte van deze onafhankelijke Chinese kerken.

## Situatie na 1950
Na 1950 werden de institutionele structuren van zowel het protestantisme als het rooms-katholicisme onder controle van de staat en de communistische partij gebracht. Vrijwel alle buitenlandse zendelingen en missionarissen hadden in 1953 het land verlaten. Het regime trachtte zowel een Nationale Chinese Katholieke Kerk als Nationaal Chinese Protestantse Kerk te vormen die de zogenaamde "drie-zelfprincipes" zou hanteren. Het concept van de  "drie-zelfprincipes"  zelf was overigens al in de negentiende eeuw door enkele zendelingen beschreven.
1. zelfbestuur op lokaal niveau
2. zelfvoorzienend (iedere parochie moet zelf in haar eigen behoeften kunnen voorzien)
3. zelfpromotie (iedere kerkgemeente op lokaal niveau moet zelf in staat zijn uit te groeien tot een volwaardige parochie en zichzelf "op de kaart zetten" door middel van missie en evangelisatie.

Nieuw in de hantering van het concept in deze periode was de notie van  het geheel ontbreken van iedere niet-Chinese invloed en bemoeienis.
Binnen de Rooms-Katholieke Kerk in China was geen enkele sympathie voor de communistische machtsovername. Geleidelijk aan wist het regime echter de tegenstand van de Chinese katholieke geestelijkheid te overwinnen en te breken en dit leidde in 1957 tot de stichting van de Chinese Katholieke Patriottische Vereniging.
Een aantal protestanten had de communistische overwinning verwelkomd. In 1950 leidde dat de formulering van een Christelijk Manifest, ondertekend door 139 protestantse kerkleiders, waarin verklaard werd dat protestanten de nieuwe regering zouden steunen en iedere vorm van imperialisme afwezen. Dezelfde leiders waren actief betrokken bij de vorming van een nationaal kerkorgaan in 1951, dat in 1954 leidde tot de stichting van de Drie Zelf Patriottische Beweging, ook wel de Drie-Zelfkerk.

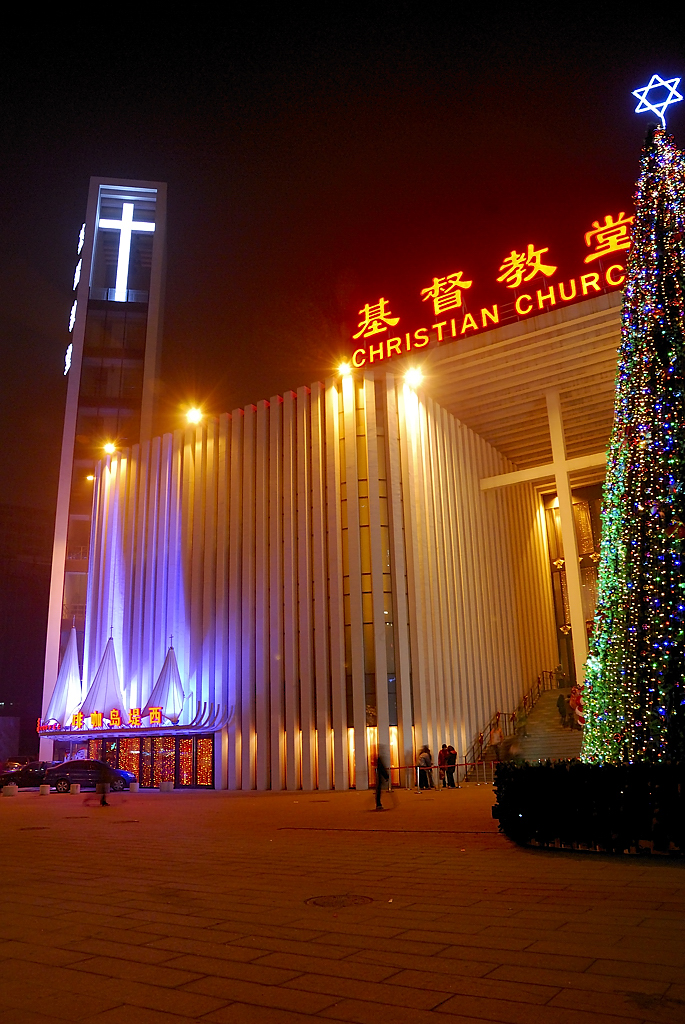
De Haidan kerk in Peking, Kerstmis 2007

De onafhankelijke Chinese protestantse kerken die zich in de jaren 30 hadden ontwikkeld en die zich in de geest van meer Chinees nationaal zelfbewustzijn juist hadden gekeerd tegen buitenlandse invloeden verzette zich nu hevig tegen het ontbinden van bestaande structuren. Zij wezen iedere vorm van een unificatie van de protestantse beweging en samenwerking met de staat af.  Vanaf 1955 werd de druk verder vergroot en  voerde de Drie Zelf Patriottische Beweging een aantal hevige campagnes tegen  protestantse groeperingen die zich niet wensten aan te sluiten.
Vanaf de periode van de Grote Sprong Voorwaarts (1959 – 1962) begonnen echte vervolgingen. In 1964 werden de door de staat zelf geëntameerde structuren van de Drie Zelf Patriottische Beweging alsmede de Chinese Katholieke Patriottische Vereniging ontbonden. In de periode van de Culturele Revolutie (1966-1975) was iedere publieke uitoefening van religieuze activiteiten onmogelijk. Kerken werden gebruikt als school, opslagplaatsen, fabrieksruimten,etc.
In 1978 werd de beslissing genomen opnieuw ruimten ter beschikking te stellen voor het uitoefenen van religieuze activiteiten. In 1979  werd de Chinese Katholieke Patriottische Vereniging heropgericht, nu ook met een eigen bisschoppenconferentie. In hetzelfde jaar vond ook de heroprichting van de  Drie Zelf Patriottische Beweging plaats. In 1980 werd dat gevolgd door de oprichting van de Chinese Christelijke Raad als overkoepelend orgaan voor de lokale protestantse kerken in het land.
De belangrijkste ontwikkeling na 1980  is die van de enorme groei van de huisgemeenten of thuiskerken. Dit zijn zowel katholieke als protestantse gemeenschappen die weigeren zich aan te sluiten bij de door de staat erkende en gecontroleerde  formele structuren. Er is een grote variatie in de aard, hoedanigheid en wijze van manifestatie van die kerken. Deze kerken begonnen hun bestaan met bijeenkomsten in huizen van particulieren en een groot aantal doen dat nog steeds. Afhankelijk van de mogelijkheden op regionaal niveau kunnen echter ook bijeenkomsten gehouden worden in grotere ruimten, zoals sporthallen en  openluchtbijeenkomsten.
Waarnemers hebben ook vaak opgemerkt, dat gelovigen geen strikt onderscheid maken tussen het bezoeken van diensten van de erkende kerken en die van de thuiskerken. Gelovigen bezoeken diensten van beide en de keus kan afhankelijk zijn lokale omstandigheden als de mate waarin een priester of predikant wordt gewaardeerd. Priesters en predikanten van huiskerken kunnen actief zijn in de door de staat erkende structuren. Afhankelijk van omstandigheden kan er op lokaal niveau wel of niet sprake zijn van vormen van samenwerking tussen erkende en niet erkende kerken.
Er zijn geen echt betrouwbare cijfers over het aantal christenen in China. Er is geen landelijk onderzoek met betrouwbare technieken uitgevoerd. Het aantal is ook onderwerp van veel debat. Een deel van de christenen in China is terughoudend in het erkennen van hun geloof buiten de geloofsgemeenschap. Er is aanzienlijke overlap van gelovigen tussen de door de staat gecontroleerde kerkorganen en de huiskerken. De meeste studies van onafhankelijke instituten komen uit op aantallen tussen de 25.000.000 en 40.000.000 protestanten aan het begin van het tweede decennium van de eenentwintigste eeuw. Die studies geven een aantal van tussen de 7.000.000 en 12.000.000 katholieken. Die studies spreken ook de verwachting uit, dat de zeer opmerkelijke groei van de protestantse beweging zich in de komende jaren zal voorzetten.

## De Chinees-orthodoxe kerk

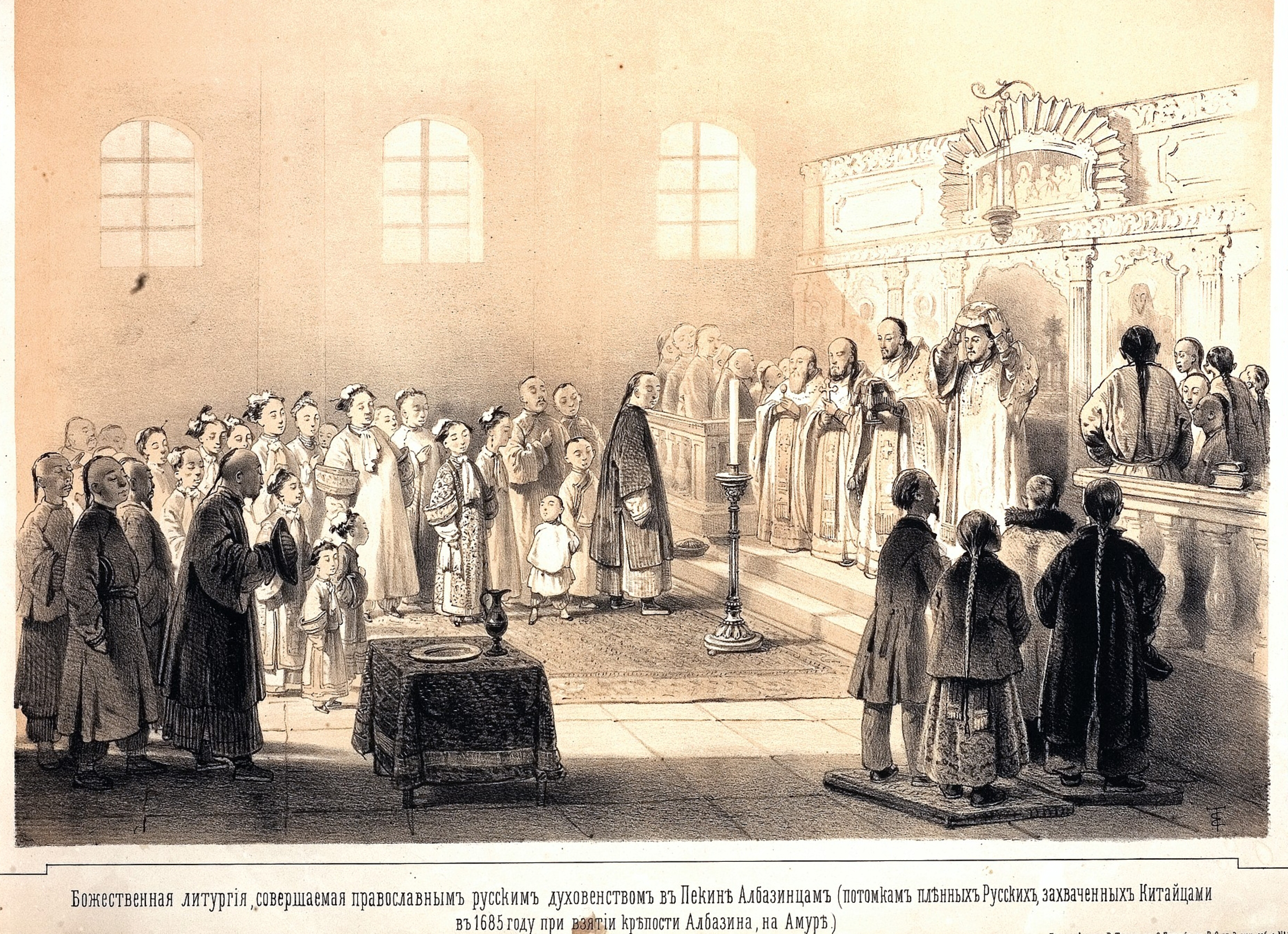
Een kerkdienst voor Albaziners in de negentiende eeuw

Vanaf 1712 tot 1956 was een Russisch-orthodoxe missie in China aanwezig.  De belangrijkste taak van de missie betrof de pastorale zorg voor Albaziners, nakomelingen van groepen Russen die zich vanaf eind zeventiende eeuw in Peking hadden gevestigd. Pas vanaf 1860 was er sprake van enige missiearbeid onder Chinezen. In  1916 waren er  ongeveer  5000 Chinese gelovigen. Na de Oktoberrevolutie van 1917 arriveerden  er honderdduizenden Russen in China.  Feitelijk hield hierna de missie op met missie onder Chinezen te bedrijven. Vrijwel alle aandacht ging naar de nu aanwezige Russen.
Na de Tweede Wereldoorlog  verkreeg het Patriarchaat Moskou de jurisdictie over de Russische bisschoppen in China. In 1956 werd de Chinees-Orthodoxe kerk door het patriarchaat van Moskou autonoom verklaard. In 1966 verliet de laatste Russische priester China. Tijdens de Culturele Revolutie werden een  aantal kerken en begraafplaatsen van de orthodoxe gemeenschap vernield. Na deze periode werd de kerk in Harbin in 1986 als enige in het land weer heropend.
De Russische  missie had veel minder dan de rooms-katholieke missie en de protestantse zending aandacht gehad voor opleiding van Chinese geestelijken. Voor zover bekend overleed de laatste Chinese orthodoxe priester in 2003 en waren er aan het begin van het tweede decennium van de eenentwintigste eeuw geen actieve priesters of een bisschop aanwezig. Een raming uit Chinese bronnen van het aantal orthodoxe gelovigen in 2010 komt uit op een aantal van ongeveer 3000 in vooral Heilongjiang in het uiterste noordoosten van China onder een deel van de Evenken en de Russische minderheid in het land. In Peking zouden er nog enkele honderden orthodoxe gelovigen als nakomelingen van  de Albaziners zijn. Deze gemeenschappen hebben geen geestelijke tot hun beschikking.

## Historische weerstand tegen het christendom
Er is de laatste decennia door theologen, missiologen en historici veel geschreven over de geschiedenis van de zending en missie in China. Daarbij vallen ook oordelen over succes dan wel falen daarvan.
Er is overeenstemming, dat als aantallen bekeerden de bepalende factor voor succes zou zijn, dit succes gering was. Op het hoogtepunt van de missie van de jezuïeten even na 1700 was het aantal Chinese christenen op een totale bevolking van toen omstreeks 225.000.000 ongeveer 0,1%.  Bij het abrupte einde van de zending en missie 250 jaar later was dit 0,8% van een toenmalige bevolking van 555.000.000. In de literatuur wordt ook de notie verwoord, dat dit wat schril afsteekt tegen de 3,5 % van een bevolking van 1.300.000.000 omstreeks 2010, een stijging die bovendien in slechts enkele decennia en dan nog onder een atheïstisch regime bereikt werd.
Een aantal van de genoemde verklaringen zijn:
Gedurende de gehele periode van 1600-1950 slaagde men er niet of nauwelijks in om personen uit de elite aan zich te binden.
De oppositie tegen het christendom in China bij de elite was gebaseerd op noties ontleend aan de Confucianistische Klassieken. Ieder geloof en beweging die afweek van deze ideologie kon als heterodox beschouwd worden en als een bedreiging voor de bestaande morele, culturele en politieke orde worden gezien. Godsdiensten als boeddhisme en taoïsme  dienden de confucianistische moraal en politieke orthodoxie te onderschrijven. In de periode van de missie van de jezuïeten  trachtten zij ook altijd aan te tonen dat het christendom aan de kant van de orthodoxie stond en het boeddhisme en taoïsme aan de kant van de heterodoxie.

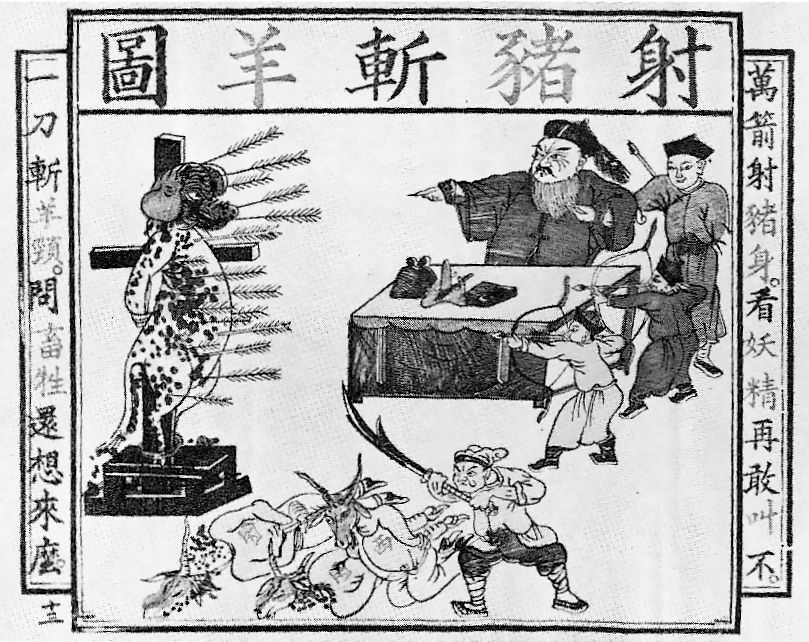
Illustratie uit de Bixi Jishi (Een verzameling feiten om de heterodoxie te bestrijden), het meest beruchte antichristelijke pamflet eind negentiende eeuw. Het beschieten van het varken (Jezus) en het onthoofden van Geiten (Buitenlanders)

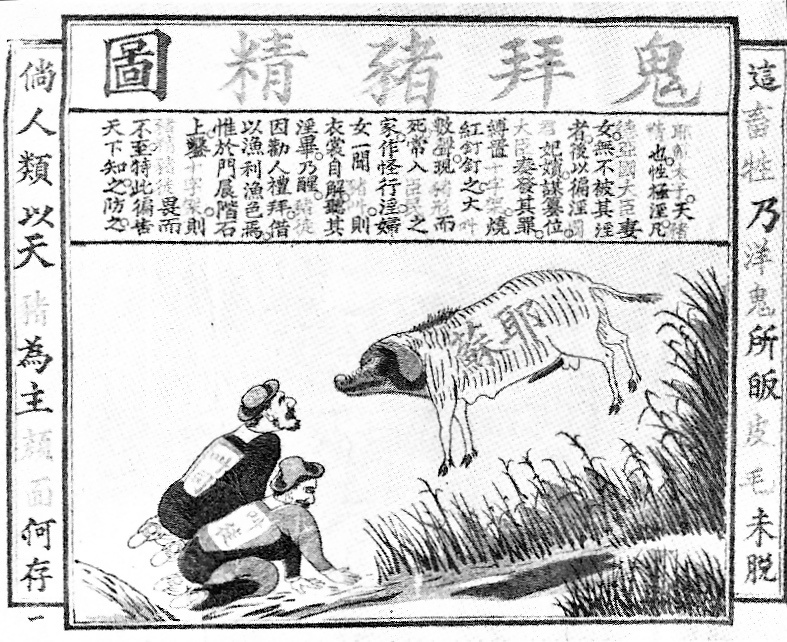
Illustratie uit hetzelfde pamflet. Buitenlandse duivels aanbidden de Geest van het Varken. De Chinese karakters op het varken zijn de naam van Jezus

De jezuïeten claimden voor hun religie een afwijkende positie dan die van het boeddhisme en taoïsme en predikten ook dat de morele waarden van het christendom op zijn minst gelijkwaardig waren aan die van het confucianisme. Alleen dat al kon geïnterpreteerd worden als een bedreiging van de gewenste ordening.
Het grootste deel van de Chinese elite alsook de missionarissen en zendelingen was overtuigd van hun eigen culturele superioriteit. De laatsten  zagen hun opdracht als het brengen van beschaving. De traditionele Chinese elite bleef het christendom verwerpen als een barbaarse vorm van heterodoxie. Ook hervormingsgezinde Chinezen bleven overtuigd van de superioriteit van een beschaving gebaseerd op de confuciaanse ordening.
Vanaf midden negentiende eeuw gingen elementen als wrok een rol spelen bij een  deel van de elite. Zendelingen en missionarissen werden gezien als handlangers van een agressief westers imperialisme. Dat deel was verantwoordelijk voor het schrijven en verspreiden van meer irrationele antichristelijke propaganda. Die bevatte grotesk verwrongen opvattingen over het christelijk geloof. Missionarissen werden afgeschilderd en afgebeeld als onder meer  kidnappers van kinderen, plegers van kindermoord om organen te verkrijgen voor medicijnen en perverse seksuele praktijken. Eind negentiende eeuw was er in met name het noorden van China  een zeer omvangrijke circulatie van dit soort pamfletten. Die vonden bij een aanzienlijk deel van de bevolking weerklank. Het meest beruchte pamflet had de titel Bixi Jishi  ( Een verzameling feiten om de heterodoxie te bestrijden).  Bij met name een deel van de Chinese jeugdbeweging was er ook in de jaren 1920-1930 sprake van felle antichristelijke campagnes.
Er was de grote moeilijkheid van het prediken van monotheïsme in een samenleving waar in religieus opzicht polytheïsme de norm was. Veel goden in het boeddhisme, het taoïsme en het  Chinees volksgeloof werden pas goden nadat zij als verondersteld historisch persoon een goddelijke status hadden verkregen. Prins  Siddharta werd Gautama Boeddha, de stamvader van de Shang-dynastie werd als de Jadekeizer de belangrijkste god van het taoïsme.  Missionarissen hebben in hun geschriften vaak opgemerkt dat Chinezen niet wensten te begrijpen dat de christelijke mysteries zich onttrekken aan de rede en dat het dus zinloos is om die te trachten te weerleggen. Missionarissen en zendelingen hebben veel conversaties met intellectuele Chinezen beschreven over vragen als wie dan wel de moeder van God was, dan wel als God zijn Zoon ten behoeve van de gehele mensheid naar de aarde zendt, waarom Hij daarvoor dan een zo onbeduidend  land als Palestina koos.
Een factor die in alle vakliteratuur wordt genoemd is het falen van het realiseren van eigen authentiek Chinese kerken. Vanaf begin twintigste eeuw oefende het Vaticaan druk uit op de rooms-katholieke gemeenschap in China meer verantwoordelijkheden te geven aan Chinezen. Tot aan 1940 bleef een meerderheid van de kerkleiding in China zich verzetten tegen deze ontwikkeling. 
In 1946 werd Thomas Tien Ken-sin wel de eerste Chinese kardinaal en tevens aangesteld als aartsbisschop van Peking. Van de in totaal 124 bisschoppen in China waren er echter nog maar 25 Chinees.
Binnen de protestantse beweging behoorde voor 1949 25% van de gelovigen tot onafhankelijke Chinese kerken. Vrijwel geen van hen had ook maar enige interesse in het vormen van een autochtoon verenigde Chinese kerk. Het waren vaak ook onderling concurrerende bewegingen die ieder hun eigen weg gingen. Er werd binnen de rest van de protestantse beweging in China wel veel over de gewenste richting naar een eigen authentiek Chinees protestantisme gediscussieerd, maar ook hier bleef het grootste deel van de leidinggevende posities in handen van buitenlandse zendingsgenootschappen en zendelingen.
Historici leggen ook een verband tussen dit falen van realiseren van authentiek Chinees christendom en het niet in staat zijn gelovigen uit de elite en middenklasse te rekruteren.